# اوسئا کولینیسائو
اوسئا کولینیسائو (انگلیسی: Osea Kolinisau؛ زادهٔ ۱۷ نوامبر ۱۹۸۵) بازیکن راگبی ۷ نفره اهل فیجی است.
وی به‌همراه تیم ملی راگبی ۷ نفره فیجی به مقام قهرمانی در بازی‌های المپیک تابستانی ۲۰۱۶ رسیده‌است.